# Herrenhof

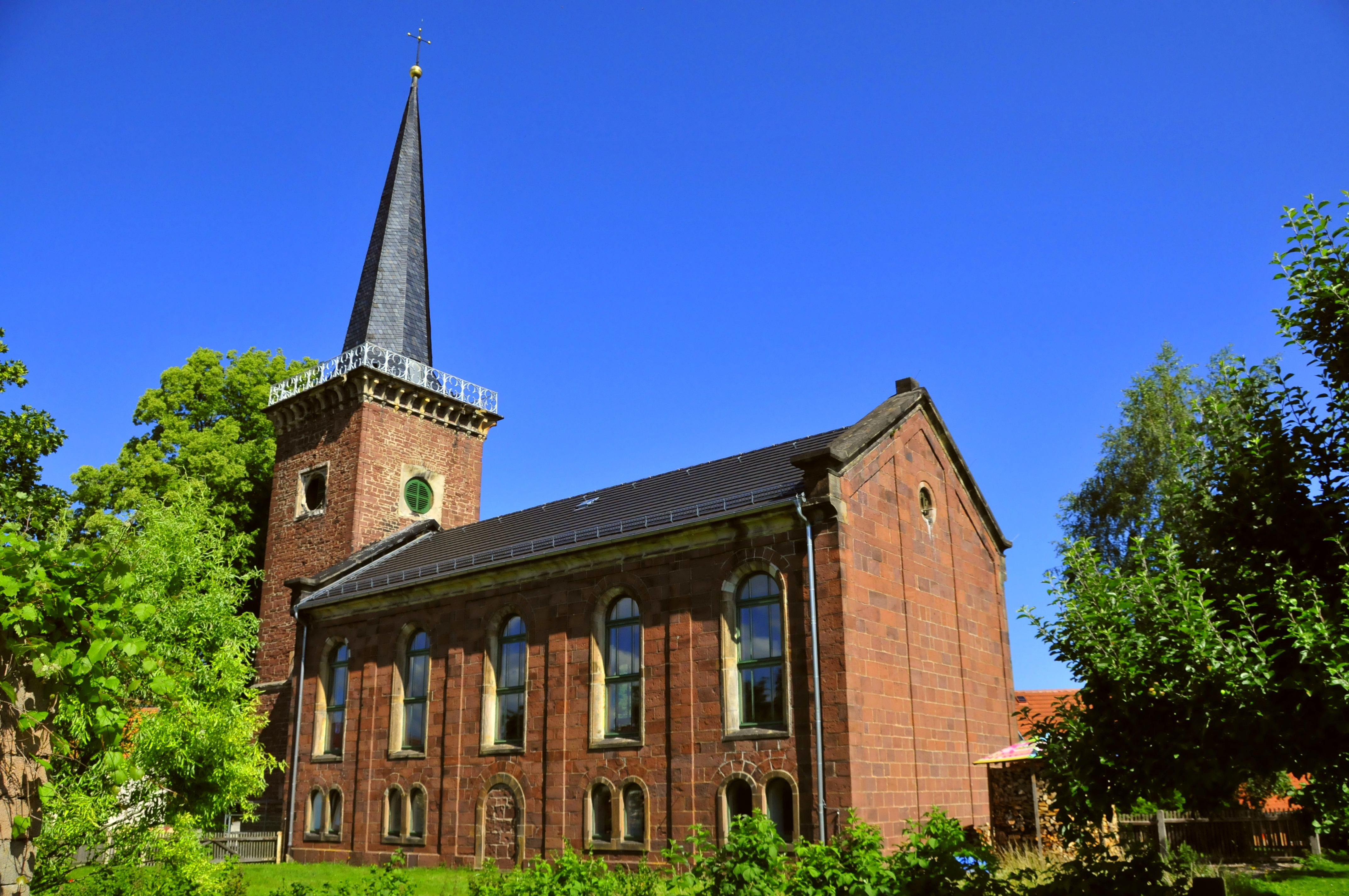
Dorfkirche St. Petri in Herrenhof

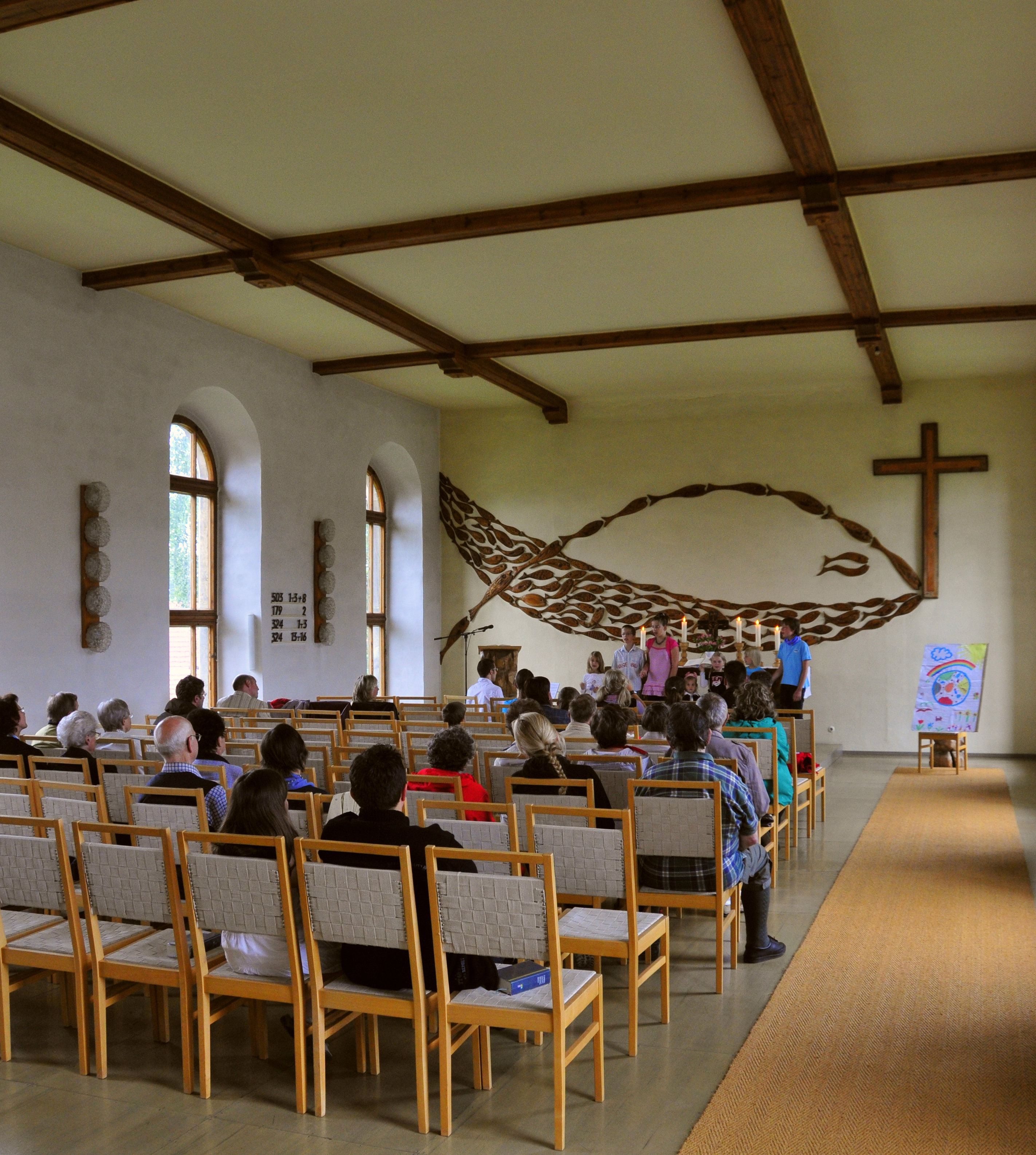
Im Altarraum der Kirche während eines Singspiels von Jugendlichen

Herrenhof ist ein Ortsteil der Landgemeinde Georgenthal im thüringischen Landkreis Gotha.

## Geografie
Herrenhof hat eine Flächenausdehnung von ca. 440 ha. Der Ort hat ca. 800 Einwohner. Der Ort liegt am Nordhang des Thüringer Waldes an der Verbindungsstraße von Georgenthal nach Hohenkirchen. Im Südosten des Ortes liegt das Gewerbegebiet Ohrdruf-Hohenkirchen-Herrenhof.

## Geschichte
Herrenhof wurde erstmals urkundlich im Jahr 1126 genannt. Um die Gemarkung Herrenhof stritten sich damals die Klöster Reinhardsbrunn und Georgenthal. Der Streit endete 1186 zugunsten von Georgenthal. Nach dessen Auflösung gehörte der Ort ab 1531 zum Amt Georgenthal, welches wiederum seit 1640 zum Herzogtum Sachsen-Gotha gehörte.
Am 6. Februar 1992 schloss sich die Gemeinde Herrenhof der Verwaltungsgemeinschaft Apfelstädtaue an. Diese wurde am 31. Dezember 2019 aufgelöst und die Landgemeinde Georgenthal neu gebildet. Herrenhof schloss sich diesem Schritt nicht an, wodurch Georgenthal als erfüllende Gemeinde für Herrenhof tätig wurde. Am 1. Januar 2024 trat Herrenhof der Landgemeinde doch bei.

## Politik

### Wappen
Das Wappen wurde am 5. September 2014 durch das Thüringer Landesverwaltungsamt Weimar genehmigt.
Blasonierung: „In Silber über gewelltem blauen Schildfuß eine rote, schwarzgefugte zweibogige Brücke, darauf an den Seiten je ein angeschnittenes rotes, schwarzbedachtes Fachwerkhaus mit goldenem Fenster und schwarzem angeschnittenen Torbogen, dazwischen aus der Brücke wachsend drei (2:1) wachsende blaue Leinblüten mit goldenen Butzen und grünen Stängeln und Blättern.“
Die Wappensymbole erklären sich wie folgt: Geografisch gliedert sich Herrenhof in das Ober- und Unterdorf (repräsentiert durch die Fachwerkhäuser), die durch eine zweibogige Brücke über den Fluss Apfelstädt verbunden sind. Die Leinpflanzen beziehen sich auf den bis in Gegenwart betriebenen Flachsanbau.
Gestaltet wurde das Wappen vom Kommunalheraldiker Jörg Mantzsch.
Die Farben der ehemaligen Gemeinde sind Rot-Weiß.

### Flagge
Die Flagge der ehemaligen Gemeinde Herrenhof ist rot-weiß gespalten und trägt das Gemeindewappen.

### Ehemaliger Bürgermeister
Andreas Zink wurde ohne Gegenkandidat am 12. Juni 2022 mit 211 Stimmen (91,3 Prozent bei einer Wahlbeteiligung von 39,1 Prozent) zum Bürgermeister gewählt. Er ist Nachfolger von Axel Nagel (CDU).

## Wirtschaft
In Herrenhof ist Handwerk und Gewerbe angesiedelt, und die Zugehörigkeit zum gemeinsamen Gewerbegebiet Ohrdruf, Hohenkirchen und Herrenhof mit freien Kapazitäten lässt auf weitere Gewerbeansiedlungen hoffen.

## Kirche
Schon von 12. bis 17. Jahrhundert gab es in Herrenhof eine Kapelle. Erstmals erwähnt wurde sie 1143 in einer Urkunde des Klosters Reinhardsbrunn. Um die Gemarkung Herrenhof stritten sich damals die Klöster Reinhardsbrunn und Georgenthal. Der Streit endete 1186 zugunsten von Georgenthal. Ende des 17. Jahrhunderts wurde die baufällig gewordene Kapelle durch einen Neubau von 1692 ersetzt. Vier Jahre später wurde die Kirche als Filial von Hohenkirchen eingeweiht. Der für Kirchgänger und Schulkinder aus dem Unterdorf (heutiger Bereich Georgenthaler Straße, Alte Straße, Schönauer Straße) beschwerliche Weg über (durch) die Apfelstädt unterhalb der Kirche wurde erst 1778 durch den Bau der befahrbaren Brücke erleichtert. Im Oberdorf von Herrenhof (Nauendorfer Straße) vernichtete ein Großfeuer in der Nacht vom 26. auf 27. Februar 1882 innerhalb kurzer Zeit fünf Wohnhäuser und neun Scheunen, auch die  Vorgängerkapelle aus dem 17. Jahrhundert. Lediglich der massive Kirchturm, erst um 1839 nach einer testamentarischen 4000-Taler-Spende des Bürgers Johann Christian Beck fertiggestellt, entging der völligen Vernichtung. Der Neubau wurde auch aus Spendenmitteln wohlhabender Einwohner finanziert. Der Einwohner Johann Balthasar Cramer (1813–1891) stiftete 1800 Mark für die Neuanschaffung einer Orgel, für den Fußboden, eine Glocke und einen Kronleuchter. Die Glocke überstand jedoch nicht den Zweiten Weltkrieg. In den 1970er Jahren offenbarten sich schwere Bauwerksschäden (Schwammbefall). 1975 wurde eine neue Orgel  aus der Werkstatt von Rudolf Böhm aus Gotha eingebaut. Die Kirchgemeinde leistete 35.000 Arbeitsstunden, um ihr Gotteshaus zu sichern und in ein Gemeindezentrum umzubauen. Hierdurch bedingt, ist der Altarraum der Kirche im ersten Stockwerk, während im Erdgeschoss Gemeinderäume (Mehrzweckräume für Versammlungen, Jugendtreffs usw. sowie eine Küche) untergebracht sind. Sehenswert im Altarraum ist der vom Gräfenhainer Künstler Gert Weber geschaffene Wandschmuck, der den Fischzug des Petrus (Lk. 5,1 ff.) darstellt.  Mit den Nachbardörfern Hohenkirchen und Petriroda bildet Herrenhof ein gemeinsames Kirchspiel.

## Partnerschaft
Der Ort unterhält seit 1990 enge partnerschaftliche Beziehungen zu der Gemeinde Knüllwald in Hessen.

## Einwohnerentwicklung
Entwicklung der Einwohnerzahl (31. Dezember):
| - 1994 – 853 - 1995 – 884 - 1996 – 877 - 1997 – 853 - 1998 – 844 - 1999 – 848 | - 2000 – 863 - 2001 – 852 - 2002 – 838 - 2003 – 823 - 2004 – 819 - 2005 – 821 | - 2006 – 819 - 2007 – 837 - 2008 – 807 - 2009 – 793 - 2010 – 784 - 2011 – 795 | - 2012 – 796 - 2013 – 802 - 2014 – 795 - 2015 – 781 - 2016 – 773 - 2017 – 767 | - 2018 – 760 - 2019 – 753 - 2020 – 767 - 2021 – 733 - 2022 – 726 |

Datenquelle: Thüringer Landesamt für Statistik

## Persönlichkeiten
- Rudolf Schäfer (* 1952 in Herrenhof), Fotograf und Hochschullehrer